# Takeshi Takeoka
Takeshi Takeoka (jap. 武岡毅, Takeoka Takeshi; * 5. Juni 1999) ist ein japanischer Judoka. Er war 2024 Weltmeisterschaftszweiter im Halbleichtgewicht, der Gewichtsklasse bis 66 Kilogramm.

## Sportliche Karriere
Takeoka erreichte bei den Juniorenweltmeisterschaften 2019 das Finale und verlor dann gegen den Brasilianer Willian Lina.
Nachdem Takeoka 2023 beim Grand-Slam-Turnier in Baku erst im Finale gegen den Aserbaidschaner Yashar Najafov verloren hatte, erreichte er Anfang 2024 in Paris sein zweites Grand-Slam-Finale und gewann gegen seinen Landsmann Joshiro Maruyama. Drei Monate später standen sich auch im Finale der Weltmeisterschaften in Abu Dhabu mit Ryōma Tanaka und Takeshi Takeoka zwei Japaner gegenüber. Tanaka gewann den Kampf und Takeoka erhielt die Silbermedaille.